# گران کاناریا (فیلم)
گران کاناریا (انگلیسی: Grand Canary) فیلمی در ژانر درام به کارگردانی اروینگ کامینگز است که در سال ۱۹۳۴ منتشر شد.
از بازیگران آن می‌توان به داگلاس گوردون، اچ. بی. وارنر، مج اوانز، مارجوری رامبئو و وارنر بکستر اشاره کرد.